# Martha Müller-Grählert
Pour les articles homonymes, voir Müller.
Martha Müller-Grählert (1876-1939) est une écrivaine et poétesse allemande. Elle a principalement écrit en dialecte. Elle vécut à Berlin, où elle écrivit ses œuvres les plus connues, dont entre autres le chant « Mine Heimat » ("Mon pays").